# Caraffa di Catanzaro
Caraffa   di Catanzaro község (comune) Olaszország Calabria régiójában, Catanzaro megyében.

## Fekvése
A megye központi részén fekszik. Határai: Catanzaro, Cortale, Maida, Marcellinara, San Floro és Settingiano.

## Története
A települést a 16. században alapították Calabriában megtelepedő albánok, akiket a törökök űztek el országukból.

## Népessége
A népesség számának alakulása:

## Főbb látnivalói
- Santa Domenica-templom